# Барашев, Дмитрий Иванович

Памятник Д. И. Барашеву в сквере между площадью Революции и Первомайской улицей

Дми́трий Ива́нович Барашев (1920—1943) — военный лётчик, командир звена 752-го авиационного полка дальнего действия 24-й авиационной дивизии дальнего действия, участник Великой Отечественной войны. Герой Советского Союза.

## Биография
Д. И. Барашев родился 19 октября 1920 года в селе Княжево (ныне — Моршанского района Тамбовской области) в крестьянской семье.
В Красной армии с 1939 года. В 1941 году окончил Таганрогскую авиационную школу. Участник Великой Отечественной войны с июня 1941 года.
В ночь на 5 сентября 1942 года после удачной бомбардировки военных и военно-промышленные объектов Будапешта (столицы Венгрии — союзницы Германии) самолёт под командованием Д. И. Барашева был сбит. Экипаж был вынужден покинуть самолёт на парашютах. Дмитрий Барашев приземлился вблизи железнодорожной станции в пригороде Будапешта, но найти кого-либо из членов своего экипажа не удалось. Чтобы не попасть в руки врага лётчик спрятался в вагоне с углём, стоявшего на пути железнодорожного состава, на котором чудом сумел доехать до оккупированной Белоруссии. Здесь он сбежал из эшелона, попал в лес, где встретил партизан. Перейдя линию фронта, пришёл в свою часть и через несколько дней вновь продолжил полёты.
Командир звена 752-го бомбардировочного авиационного полка (24-я авиационная дивизия, авиация дальнего действия) старший лейтенант Дмитрий Барашев к февралю 1943 года совершил 181 боевой вылет на бомбардировку объектов в тылу врага, в том числе 145 — ночью.
Указом Президиума Верховного Совета СССР «О присвоении звания Героя Советского Союза начальствующему составу авиации дальнего действия Красной Армии» от 25 марта 1943 года за  «образцовое выполнение боевых заданий командования и проявленные при этом отвагу и геройство» удостоен звания Героя Советского Союза с вручением ордена Ленина и медали «Золотая Звезда».
Возвращаясь с боевого задания, погиб в авиационной катастрофе в ночь с 19 на 20 августа 1943 года в 40 км южнее Липецка (невдалеке от села Боринское) вместе с двумя членами своего экипажа (штурманом-радистом лейтенантом В. Н. Травиным и стрелком-радистом старшиной Н. С. Подчуфаровым). Лётчики похоронены со всеми воинскими почестями в городе Липецке в сквере у площади Революции, где установлен памятник-обелиск.

## Награды
- медаль «Золотая Звезда»
- орден Ленина
- два Ордена Красного Знамени
- медали

## Память

Доска у памятника

- На родине Д. И. Барашева в городе Моршанске Тамбовской области, в экспозиции краеведческого музея, имеется стенд, посвящённый славному земляку.
- 21 мая 1957 года в Липецке в честь Барашева назван проезд (ныне не существует). 2 марта 1990 года часть Коммунальной площади Липецка выделена в улицу Барашева.
- На доме, расположенном на углу улиц Барашева и Первомайской, установлена мемориальная доска, посвящённая Барашеву.